# Літні Олімпійські ігри 1992
Літні Олімпійські ігри 1992 або XXV Літні Олімпійські ігри — міжнародне спортивне змагання, яке проходило під егідою Міжнародного олімпійського комітету у місті Барселона, Каталонія, Іспанія, з 25 липня по 9 серпня 1992 року.

## Вибір місця проведення
| Місто     | НОК                                            | Раунд 1 | Раунд 2 | Раунд 3 | Раунд 4 | Раунд 5 | Раунд 6 |
| Барселона | Іспанія                                        | 29      | 37      | 47      | 57      | 67      | 85      |
| Париж     | Франція                                        | 19      | 20      | 23      | 18      | 18      | -       |
| Брисбен   | Австралія                                      | 11      | 9       | 10      | 10      | -       | -       |
| Белград   | Соціалістична Федеративна Республіка Югославія | 13      | 11      | 5       | -       | -       | -       |
| Бірмінгем | Велика Британія                                | 8       | 8       | —       | -       | -       | -       |
| Амстердам | Нідерланди                                     | 5       | —       | —       | -       | -       | -       |

## Види спорту
- Академічне веслування
- Бадмінтон
- Баскетбол
- Бейсбол
- Бокс
- Боротьба
  - Вільна
  - Греко-римська
- Велоспорт
  - Гонки на велотреку
  - Шосейні гонки
- Веслування на байдарках і каное
- Водні види спорту
  -  Водне поло
  -  Плавання
  -  Стрибки у воду
  -  Синхронне плавання
- Волейбол
  - Волейбол
  - Пляжний волейбол
- Гандбол
- Гімнастика
  -  Стрибки на батуті
  -  Спортивна гімнастика
  -  Художня гімнастика
- Дзюдо
- Кінний спорт
  - Виїздка
  - Конкур
  - Триборство
- Легка атлетика
- Настільний теніс
- Вітрильний спорт
- Сучасне п'ятиборство
- Стрільба
- Стрільба з лука
- Теніс
- Важка атлетика
- Фехтування
- Футбол
- Хокей на траві

## Учасники
- Австралія  (279)
- Австрія  (102)
- Албанія  (7)
- Алжир  (35)
- Американське Самоа  (3)
- Американські Віргінські Острови  (25)
- Ангола  (28)
- Андорра  (8)
- Антигуа і Барбуда  (13)
- Аргентина  (84)
- Аруба  (5)
- Багамські Острови  (14)
- Бангладеш  (6)
- Барбадос  (17)
- Бахрейн  (10)
- Беліз  (10)
- Бельгія  (68)
- Бенін  (6)
- Бермуди  (20)
- Болгарія  (138)
- Болівія  (13)
- Боснія і Герцеговина  (10)
- Ботсвана  (6)
- Бразилія  (182)
- Британські Віргінські Острови  (4)
- Буркіна-Фасо  (4)
- Бутан  (6)
- Вануату  (6)
- Велика Британія  (371)
- Венесуела  (26)
- В'єтнам  (7)
- Габон  (5)
- Гаїті  (7)
- Гамбія  (5)
- Гана  (34)
- Гаяна  (6)
- Гватемала  (14)
- Гвінея  (8)
- Гондурас  (10)
- Гонконг  (38)
- Гренада  (4)
- Греція  (70)
- Гуам  (22)
- Данія  (110)
- Джибуті  (8)
- Домініканська Республіка  (32)
- Еквадор  (13)
- Екваторіальна Гвінея  (7)
- Естонія  (37)
- Ефіопія  (20)
- Єгипет  (75)
- Ємен  (8)
- Заїр  (17)
- Замбія  (9)
- Західне Самоа  (5)
- Зімбабве  (19)
- Йорданія  (4)
- Ізраїль  (30)
- Індія  (52)
- Індонезія  (42)
- Ірак  (8)
- Іран  (36)
- Ірландія  (58)
- Ісландія  (27)
- Іспанія  (422)  (країна-господар)
- Італія  (304)
- Кайманові Острови  (10)
- Камерун  (8)
- Канада  (295)
- Катар  (28)
- Кенія  (49)
- Китай  (244)
- Китайський Тайбей  (31)
- Кіпр  (17)
- Колумбія  (49)
- Коста-Рика  (16)
- Кот-д'Івуар  (13)
- Куба  (176)
- Кувейт  (32)
- Лаос  (6)
- Латвія  (34)
- Лесото  (6)
- Литва  (47)
- Ліван  (12)
- Лівія  (5)
- Ліхтенштейн  (7)
- Люксембург  (6)
- Маврикій  (13)
- Мавританія  (6)
- Мадагаскар  (13)
- Малаві  (4)
- Малайзія  (26)
- Малі  (5)
- Мальдіви  (7)
- Мальта  (6)
- Марокко  (44)
- Мексика  (102)
- Мозамбік  (6)
- Монако  (2)
- Монголія  (33)
- М'янма  (4)
- Намібія  (6)
- Незалежні олімпійські учасники  (58)
- Непал  (2)
- Нігер  (3)
- Нігерія  (55)
- Нідерланди  (201)
- Нідерландські Антильські острови  (4)
- Нікарагуа  (8)
- Німеччина  (463)
- Нова Зеландія  (134)
- Норвегія  (83)
- Об'єднана команда  (475)
- Об'єднані Арабські Емірати  (13)
- Оман  (5)
- Острови Кука  (2)
- Пакистан  (27)
- Панама  (5)
- Папуа Нова Гвінея  (13)
- ПАР  (93)
- Парагвай  (27)
- Перу  (16)
- Південна Корея  (226)
- Північна Корея  (64)
- Польща  (201)
- Португалія  (90)
- Пуерто-Рико  (71)
- Республіка Конго  (7)
- Руанда  (10)
- Румунія  (173)
- Сальвадор  (4)
- Сан-Марино  (17)
- Саудівська Аравія  (9)
- Свазіленд  (6)
- Сейшельські Острови  (11)
- Сенегал  (20)
- Сент-Вінсент і Гренадини  (6)
- Сирія  (8)
- Сінгапур  (14)
- Словенія  (35)
- Соломонові Острови  (1)
- Судан  (6)
- Суринам  (6)
- США  (545)
- Сьєрра-Леоне  (11)
- Таїланд  (46)
- Танзанія  (9)
- Того  (6)
- Тонга  (5)
- Тринідад і Тобаго  (7)
- Туніс  (13)
- Туреччина  (41)
- Уганда  (8)
- Угорщина  (217)
- Уругвай  (16)
- Фіджі  (18)
- Філіппіни  (26)
- Фінляндія  (88)
- Франція  (339)
- Хорватія  (39)
- Центральноафриканська Республіка  (15)
- Чад  (6)
- Чехословаччина  (208)
- Чилі  (12)
- Швейцарія  (102)
- Швеція  (187)
- Шрі-Ланка  (11)
- Ямайка  (36)
- Японія  (256)

## Медальний залік
Топ-10 неофіційного національного медального заліку:
| Місце | Країна            | Золото | Срібло | Бронза | Загалом |
| ----- | ----------------- | ------ | ------ | ------ | ------- |
| 1     | Об'єднана команда | 45     | 38     | 29     | 112     |
| 2     | США               | 37     | 34     | 37     | 108     |
| 3     | Німеччина         | 33     | 21     | 28     | 82      |
| 4     | КНР               | 16     | 22     | 16     | 54      |
| 5     | Куба              | 14     | 6      | 11     | 31      |
| 6     | Іспанія           | 13     | 7      | 2      | 22      |
| 7     | Південна Корея    | 12     | 5      | 12     | 29      |
| 8     | Угорщина          | 11     | 12     | 7      | 30      |
| 9     | Франція           | 8      | 5      | 16     | 29      |
| 10    | Австралія         | 7      | 9      | 11     | 27      |